# 獵戶座CK

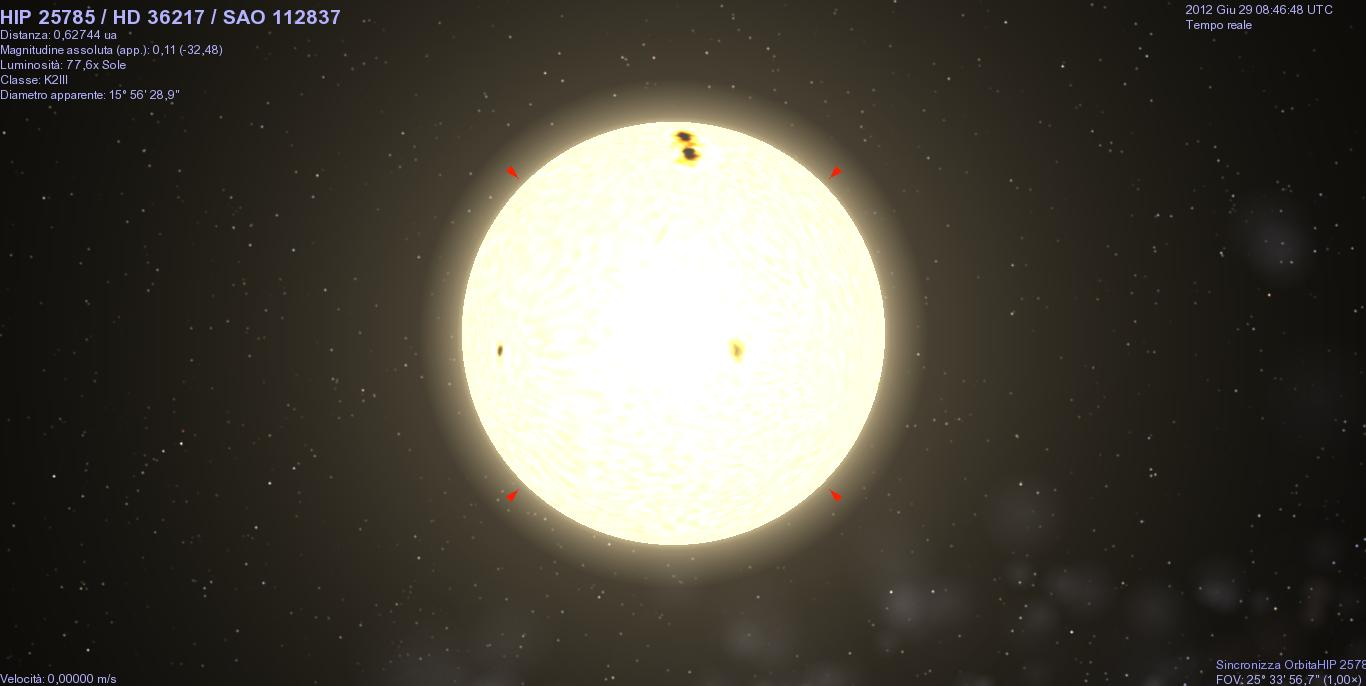
HD 36217

獵戶座CK，又名BD+04 949，HD 36217、SAO 112837、HR 1837，是獵戶座的一颗恒星，视星等为6.21，位于銀經199.53，銀緯-15.91，其B1900.0坐标为赤經5h 25m 2.8s，赤緯+4° -15.91′ 38″。